# Plan pilote

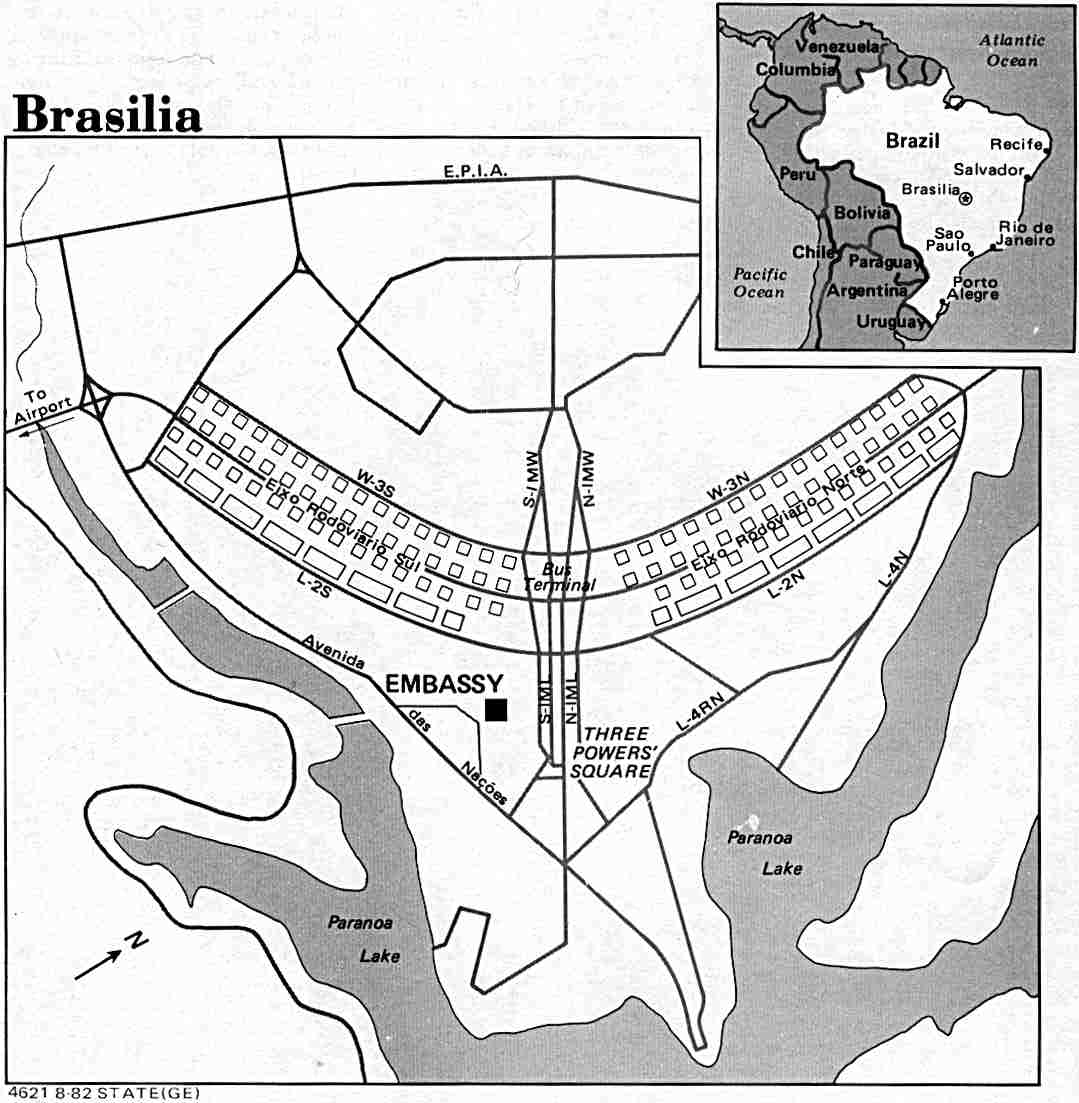
Le Plan pilote de Brasilia schématisé et simplifié : on distingue l'axe monumental Est-Ouest perpendiculaire à l'axe résidentiel incurvé Nord-Sud entouré par les superquadras.

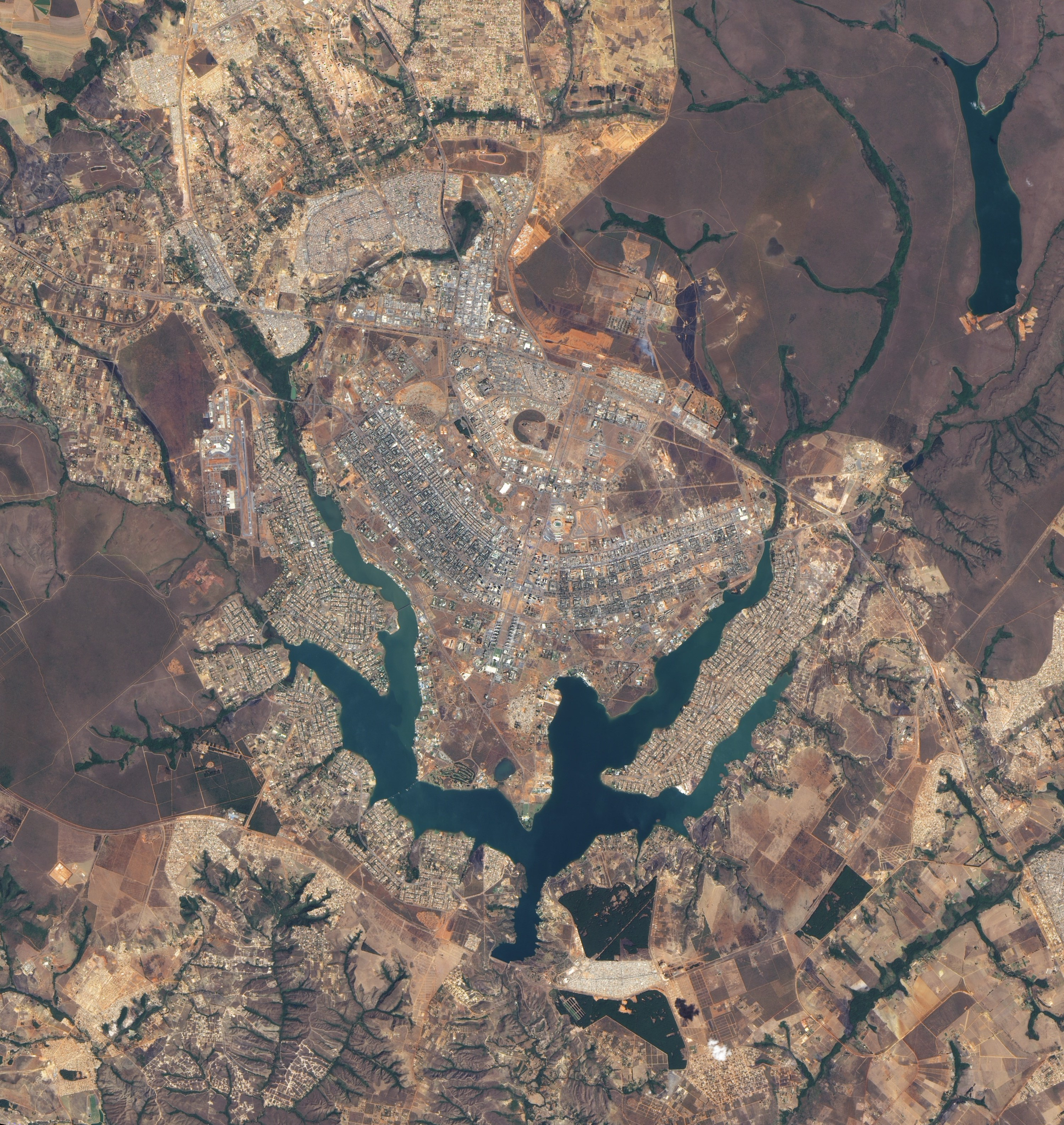
Photo satellite de Brasilia, avec le Plan pilote au centre. On distingue nettement l'axe incurvé autour duquel s'articulent les zones résidentielles des superquadras, ainsi que le lac Paranoá et ses zones d'habitats individuels à droite Lago Norte (Nord) et à gauche Lago Sul (Sud) prévues par le plan pilote. On voit également les villes satellites de Guará, Nucleo Bandeirante, Candangolândia et en partie Aguas Claras en haut (Sud-Ouest). On voit aussi en haut à droite (Nord-Ouest) le Parc National de Brasilia aussi connu sous le nom d'Agua Mineral.

Le Plan pilote (en portugais : plano piloto, littéralement « plan pilote ») est un plan urbain exemplaire de planification urbaine à très grande échelle, conçu par l'architecte-urbaniste Lucio Costa pour le concours de la nouvelle capitale fédérale du Brésil qu'il remporta en mars 1957 avec ce projet très conceptuel et programmatique. Ce projet-plan fut la base de la construction de la future ville de Brasilia, menée tambour-battant en 1 000 jours, sous la présidence de Juscelino Kubitschek et inaugurée en 1960. 
L'ensemble du plan pilote a été inscrit par l'UNESCO à la liste du patrimoine mondial en décembre 1987.
Le plan pilote a aujourd'hui selon le CODEPLAN (Companhia de Planejamento do Distrito Federal), 210 067 habitants. Il est aussi le centre d'une aire urbaine de 2,9 millions d'habitants.
Il s'agit aussi aujourd'hui d'une « région administrative » du District fédéral de Brasilia, au sein duquel se déploie son agglomération composée du Plan pilote lui-même et des villes satellites qui ont concentré la majeure partie de l'accroissement démographique du district depuis l'inauguration.
Il existe une certaine confusion entre le plan pilote et Brasilia à la fois ville, District fédéral et unité administrative à l'intérieur du district. Cette confusion est entretenue par les changements consécutifs alternant le nom de Brasilia avec celui de Plano piloto depuis l'inauguration de la ville il y a 58 ans. Cette confusion est aussi visible dans les articles traitant de « Brasilia », ville, aire urbaine, district fédéral ou encore unité purement administrative ? Ici, il s'agit de l'aire du Plan pilote qui correspond à la définition de la ville de Brasilia en 1960, projetée par Lucio Costa. Aussi il faut faire attention à ne pas confondre les différentes données chiffrées par ex. population, aire, densité etc. avec celles du district fédéral auxquelles correspondent trop souvent les recherches sur Brasilia.

## Description
Le plan a été initialement inspiré par le motif de la croix tel que le revendique dès la première phrase Lucio Costa dans son programme en 23 points : O sinal da Cruz, base da concepção de Brasília ; deux axes se croisant à angle droit pour marquer un emplacement. La forme a été ensuite développée pour s'adapter à la topographie locale, l'axe résidentiel Nord-Sud est incurvé, on peut distinguer sa forme singulière depuis les airs à l'Ouest du lac artificiel Paranoá créé en même temps que la ville afin de tempérer les ardeurs de son climat tropical sec d'altitude.
Le projet a été essentiellement développé le long des deux principaux axes routiers : l'Eixo Rodoviário du Nord au Sud, axe résidentiel (aussi nommé Eixāo) et l'Eixo monumental, d'Est en Ouest, axe symbolique des grands équipements fédéraux et nationaux. Ainsi, la Place des Trois Pouvoirs, située à l'extrémité de l'Eixo monumental est entourée par les lieux de décisions judiciaire, exécutif et législatif du pays. Les ministères sont érigés perpendiculairement de part et d'autre de cet axe (appelé sur cette section Esplanade des ministères), entre la Rodoviária, véritable cœur circulatoire situé au croisement des deux axes jusqu'à la Place des Trois Pouvoirs.
Le plan pilote reprend les principes fondamentaux de la charte d'Athènes des CIAM IV et une architecture moderne à une échelle qui n'avait jusque là jamais été expérimentée.
Un système logique alphanumérique permet de se repérer au sein des voies et différents secteurs. Les voies n'ont pas de noms à proprement parler, mais une lettre et un chiffre décrivant leur position respective dans la trame générale de la ville, tout comme les superquadras ou autres secteurs ont un code alphanumérique. Aussi, les adresses sont une suite codée de lettres et de chiffres. La navigation au sein du plan pilote demande donc un certain apprentissage.
L'axe Nord est moins développé que l'axe Sud. Aussi, les superquadras Nord SQN 201, 204, 207 restent aujourd'hui vides de toutes constructions, les SQN 413-414 forment le parc Olhos d'Água, les SQN 109, 114, 205, 213 sont sous développés. Initialement le plan prévoyait un total de 120 quadras.

## Circulation
La ville a été conçue pour l'automobile, le plan de voirie, déroutant à première vue pour l'étranger à la ville, est un vaste système circulatoire complexe composé de voies strictement hiérarchisées en fonction des sites et secteurs qu'elles desservent. De l'artère centrale au gabarit d'autoroute de l'Eixão Nord-Sud, aux petites voies capillaires en cul-de-sac à l'intérieur des quadras desservant des parkings aux pieds des barres d'habitats collectifs et totalement séparées des circulations pour piétons. Il n'existe pas de rue au sens classique, historique. Les superquadras, unités de voisinage d'habitations, étant censés être autosuffisants, entre chacun se situe alternativement une voie commerçante accessible à pied à partir des barres d'habitations ou bien un vaste espace libre interstitiel destiné à accueillir des lieux de cultes, loisirs ou encore écoles primaires. En dehors de cette circulation piétonne exclusivement locale, la ville n'est pas pensée pour flâner d'un point à un autre. La ville est rigoureusement sectorisée entre les différentes fonctions qu'elle abrite: habitat, travail, loisirs, commerces, santé, etc., les circulations entre ces secteurs se font en voiture ou en autobus. L'axe Nord-Sud autour duquel s'articulent les superquadras résidentiels fait près de 15 km, l'axe monumental fait quant à lui 9 km d'Est en Ouest.
Le métro de l'agglomération ne dessert que certains superquadras de l'axe Sud (102 S, 108 S, 112 S, 114 S) à partir de la station « Central » située sous la Rodoviária.

## Historique
La construction de la ville débuta à partir de 1956 et suivit rigoureusement le modèle du plan de Lúcio Costa étroitement accompagnée par l'architecte Oscar Niemeyer. Ce furent d'abord les infrastructures qui furent réalisées : voies, égouts, réseau électrique, adduction d’eau, terrassements. Puis débuta la construction des bâtiments, chaque type ayant un emplacement précis : banques, commerces, hôtels, ministères et barres des quartiers résidentiels collectifs majoritaires (superquadras Nord et Sud). 
La ville fut inaugurée le 21 avril 1960, alors qu'elle n'était dotée que de quelques dizaines de bâtiments (Ministères, Place des Trois Pouvoirs, superquadras sud : SQS 107, 108, 307, 308) nécessaires pour un début d’activité.

## Démographie
Il faut noter que le Plan pilote était prévu pour loger jusqu'à 500 000 habitants, population qui ne fut jamais atteinte. La population souvent citée de plus de 2,9 millions d'habitants  est celle du district fédéral dans son ensemble. Le plan pilote, initialement homonyme à la ville de Brasilia elle-même, n'étant plus que le cœur aux fonctions nettement tertiaires et hautement symboliques d'une aire urbaine beaucoup plus vaste, composée des nombreuses villes satellites développées spontanément pour certaines dès l'époque pionnière de la construction de la nouvelle capitale fédérale, puis anarchiquement pour accueillir la croissance démographique soutenue par une très forte migration intérieure au Brésil. La population du Plan pilote est majoritairement composée de fonctionnaires possédant un niveau d'études et de revenus nettement supérieurs à la moyenne tant du District fédéral (cf. tableau comparatif ci-dessous) que du pays. Il existe une vraie frontière symbolique entre le Plan pilote et le reste du District fédéral qui accentue les différences notables entre les deux populations, ceci en contradiction avec le modèle égalitariste sous-entendu par la doctrine, inspirée des idées « modernistes », suivie dans le projet initial du Plan pilote. Aussi, ce projet par rapport à ses intentions initiales d'intégration notamment peut être considéré comme un échec. Le contraste est flagrant avec le développement urbain anarchique et la pauvreté omniprésents dans le reste du district fédéral.
La part de logements collectifs est aujourd'hui de 90,45 % contre 9,19 % d'individuels.
En 1960, peu après l'inauguration officielle de la ville, le Plan pilote comptait 68 665 habitants, soit 48,45 % du total du District fédéral. Aujourd'hui cette part est de seulement 7,25 %, ce qui marque l'accroissement phénoménal des villes satellites. 
|                                  | DF        | Plan pilote |
| -------------------------------- | --------- | ----------- |
| Population                       | 2 906 574 | 210 067     |
| Revenu par tête du ménage        | R$1648    | R$5520      |
| Population blanche "branca"      | 42 %      | 68 %        |
| Population mixte "parda"         | 52 %      | 29 %        |
| Population diplômée du supérieur | 27 %      | 72 %        |
| Population analphabète           | 3 %       | 0 %         |
| Religion évangélique             | 29 %      | 14 %        |
| Sans religion                    | 8 %       | 14 %        |
| Taux de chômage (mai 2016)       | 18,9 %    | 7,4 %       |